# Alister Grierson
Pour les articles homonymes, voir Grierson.
Alister Grierson, né en 1969, est un scénariste et réalisateur australien.
En 2005, au Tropfest, le festival des courts-métrages à Sydney en Australie, il a été récompensé trois fois pour son troisième film.

## Filmographie

### Réalisation
- 2004 : Flight (court métrage)
- 2004 : Burning Ambition (court métrage)
- 2005 : Bomb (court métrage)
- 2005 : Behind the Plastic Bubble (court métrage)
- 2006 : Kokoda, le 39e bataillon (Kokoda)
- 2011 : Sanctum
- 2018 : Tiger

### Scénario
- 2004 : Flight (court métrage)
- 2005 : Bomb (court métrage)
- 2006 : Kokoda, le 39e bataillon(Kokoda)

### Montage
- 2005 : Bomb (court métrage)

## Distinction

### Récompenses
Tropfest 2005
- Meilleure comédie pour le film Bomb
- Meilleur scénario pour le film Bomb
- Meilleur film Bomb